# Marthe Versichelen-Terryn
Marthe Versichelen-Terryn (Gent, 5 mei 1917 – 25 oktober 2015) was de eerste vrouwelijke gewoon hoogleraar aan de Universiteit Gent.

## Biografie
Marthe Versichelen (Terryn was haar geboortenaam) behaalde in 1939 het diploma van licentiaat in de economische wetenschappen aan de Universiteit Gent. In datzelfde jaar begon ze haar academische loopbaan als leerling-assistent in het Seminarie voor Sociologie van de toenmalige faculteit Rechtsgeleerdheid, onder vleugels van prof. J. Haesaert. Haar taak als leerling-assistent bestond onder meer uit het opstellen van fiches, wetenschappelijke voorlichting van studenten en bezoekers en opmaken van catalogi. Voor dit seminarie vervulde ze ook de functie van assistent van 1940 tot 1947 en daarna als werkleider (1947-1961). In 1952 werd ze plots weduwe en bleef ze met twee kinderen ten laste alleen achter. Om de toekomst van haar gezin veilig te stellen, besloot ze het doctoraat aan de rechtsfaculteit te behalen, aangezien dit een voorwaarde was om lid te worden van het onderwijzend korps. In 1958 behaalde ze dan ook haar doctoraat in de Economische Wetenschappen (toen nog onder de rechtsfaculteit). Twee jaar later werd ze benoemd tot deeltijds docente voor de cursus Demografie en Volksbeschrijving en volgde daarmee prof. A. De Ridder op. In 1961, bij het emeritaat van prof. J. Haesaert, kreeg ze een voltijdse opdracht als docente sociologie. Nog een aantal jaar later, in 1965, werd ze bevorderd tot gewoon hoogleraar en titularis van de leerstoel sociologie. Hiermee was ze de eerste vrouw aan de Universiteit Gent die wist op te klimmen tot het gewoon hoogleraarschap.  Dit gebeurde veertig jaar na de benoeming van Irène van der Bracht als de eerste vrouwelijke hoogleraar in België. Op 1 oktober 1984 ging ze op emeritaat. Intussen was zij ook nog actief als redactiesecretaris bij het 'Tijdschrift voor Sociale Wetenschappen', opgericht in 1965 door prof. J. Hasaert.
Zij gaf zelf aan in een interview met A.M. Van der Meersch dat haar carrière een normaal verloop had. Ze getuigde dat ze geen tegenkantingen had ondervonden als vrouw in haar academische carrière. Haar mannelijke collega's waren hoffelijk maar wel met enige gereserveerdheid. Ze gaf wel aan dat de collegialiteit onder de mannen intenser was. Een ander versie valt te lezen in een van de weinige sleutelromans over de Vlaamse universitaire wereld, Het scheermes van Ockham door Willy Van Poucke uit 1986. Daarin staat een complexe vete centraal binnen een departement Sociologie waarin naast prof. dr. Versichelen ook prof. dr. Herman Brutsaert, prof. dr. G. Van Parijs en dr. C. Kruithof zouden worden beschreven.
Het Marthe Versichelenfonds, een prijs voor de beste masterproef aan de Faculteit Politieke en Sociale Wetenschappen van de Universiteit Gent, is naar haar vernoemd.
In het industriepark ontwikkeld op het eiland naast de R4 in Zwijnaarde-Gent werd een van de straten naar haar vernoemd.
Ze was getrouwd met econoom en hoogleraar Frans Versichelen.

## Publicaties
- Versichelen, Marthe. De ekonomische betekenis van het toerisme. Masterproef, Universiteit Gent, 1939.
- Versichelen, Marthe. Sociale mobiliteit en beroep: proeve van konkreet onderzoek. PhD diss., Universiteit Gent, 1958.
- Versichelen, Marthe. Syllabus sociologie. Gent: RUG, 1972-1973.
- Versichelen, Marthe. De vrouw in het beroepsleven in België en in het Groothertogdom Luxemburg. Gent: RUG, 1967.
- Versichelen, Marthe. Socologie: leergang gedoceerd aan de Rijksuniversiteit te Gent. Gent, 1967.
- Versichelen, Marthe. Vakantiebesteding: een enquête bij 1000 arbeiders en bedienden. Gent: RUG, 1966.
- Versichelen, Marthe. Sociale mobiliteit: een studie over differentiële levenskansen. Gent: RUG Studie- en onderzoekscentrum voor sociale wetenschappen, 1959.